# 弗朗索瓦·拉吕埃勒
弗朗索瓦·拉吕埃勒（法語：François Laruelle，1937年8月22日—2024年10月28日）是一名法国哲学家，曾任职于国际哲学学院和巴黎楠泰尔大学。拉吕埃勒毕业于巴黎高等師範學院，自20世纪70年代初开始写作，目前已出版约20本作品。他因非哲学理论而闻名。

## 职业生涯
拉吕埃勒将他的作品分为五个阶段：哲学I（1971-1981 年）、哲学II（1981-1995 年）、哲学III（1995-2002 年）、哲学 IV（2002-2008 年）和哲学V（2008 年至今）。
在哲学I中，拉吕埃勒试图颠覆尼采、海德格尔、德勒兹和德里达的概念。在这一阶段，拉吕埃勒超验地对待哲学的倾向开始显现。在哲学II中，拉吕埃勒开始系统地发展一种超验地对待哲学的方法。从哲学III开始，拉吕埃勒声称自己开始做非哲学的工作。

## 引用文献
1. ↑  .   [2024-10-29]. （原始内容存档于2024-07-28）.
2. ↑  .   [2024-10-29]. （原始内容存档于2024-07-25）.
3. 1 2  François Laruelle, Dictionary of Non-Philosophy, University of Minnesota Press, 2016.
4. ↑  François Laruelle, "The Generic as Predicate and Constant (Non-Philosophy and Materialism)." in: Bryant, Levi, Graham Harman, and Nick Srnicek (eds.). 2011. The Speculative Turn: Continental Materialism and Realism （页面存档备份，存于）. Melbourne: Re-Press. p. 237.
5. ↑  John Mullarkey, Post-Continental Philosophy: An Outline, Continuum International Publishing Group, 2007, p. 4.
6. ↑  Katerina Kolozova, The Cut of the Real: Poststructuralist Theories of Subjectivity, New York: Columbia University Press, 2014
7. ↑  Anne-Françoise, Schmid. . Facebook. 2024-10-28 （法语）.